# Гомонимная гемианопсия
Гомони́мная гемианопси́я (или односторо́нняя гемианопси́я) — медицинский термин, обозначающий тип частичной слепоты, при которой выпадает восприятие одноимённых правых или левых половин поля зрения. Данная патология развивается потому, что правая половина мозга получает информацию зрительных путей для левого поля зрения обоих глаз, а левая половина мозга — для правого поля зрения обоих глаз.

## Этиология
Гомонимная гемианопсия может быть врождённой аномалией либо развивается в результате черепно-мозговой травмы, инсульта, травмы, опухоли, инфекции или после операции.
Преходящая гомонимная гемианопсия не всегда является диагностическим признаком инсульта — она может представлять собой ауру фазы мигрени. Одновременное присутствие движущейся мерцательной скотомы наводит на мысль о мигрени, однако также может быть одним из симптомов церебрального рака. Компьютерная томография (КТ) или магнитно-резонансная томография (МРТ) может быть использована для дифференциальной диагностики инсульта, опухоли, структурных повреждений, или демиелинизации явившихся причиной возникновения односторонней (гомонимной) гемианопсия.
Неполное сдавление перекрёста зрительных нервов со всех сторон ведёт к концентрическому сужению полей зрения.

## Иллюстрации

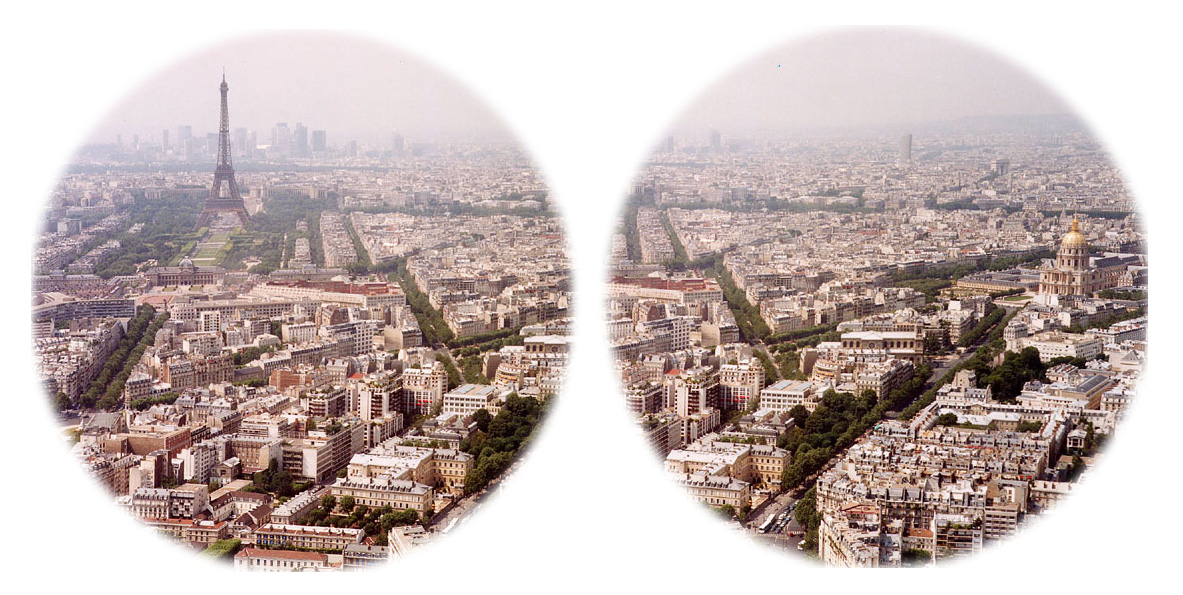
Так видит Париж здоровый человек
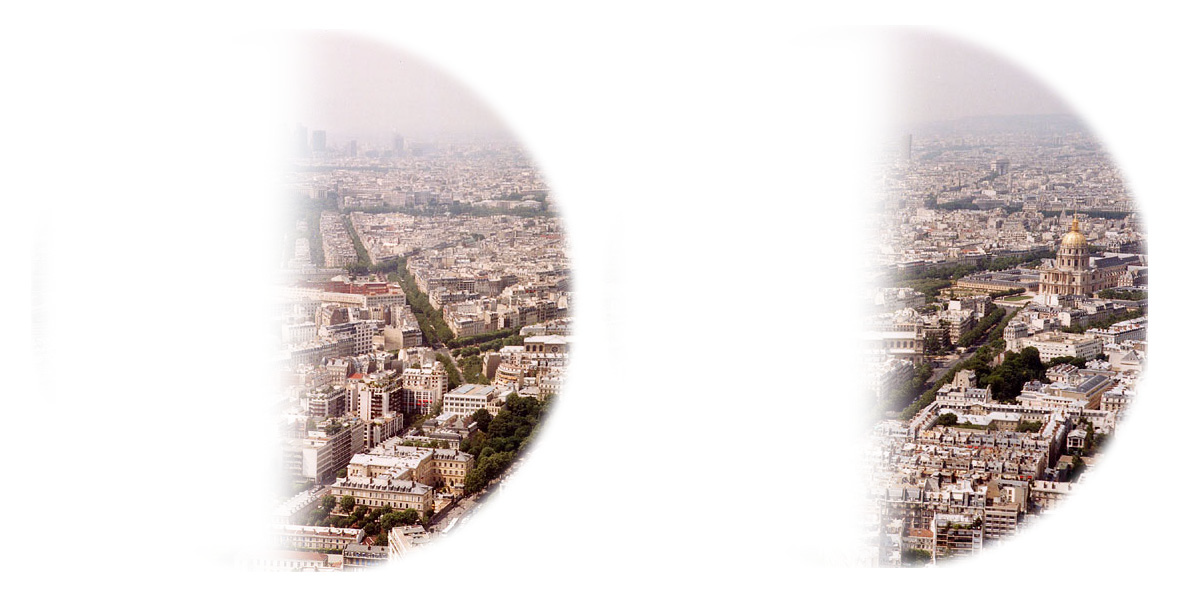
Так видит Париж пациент с левосторонней гомонимной гемианопсией
Так видит Париж пациент с правосторонней гомонимной гемианопсией